# هيو لينكولن كوبر
هيو لينكولن كوبر (بالإنجليزية: Hugh Lincoln Cooper)‏ هو مهندس مدني أمريكي، ولد في 28 أبريل 1865 في Sheldon Township, Houston County, Minnesota ‏ في الولايات المتحدة، وتوفي في 24 يونيو 1937 في ستامفورد في الولايات المتحدة.